# 泽野弘之
澤野弘之（日语：／ Sawano Hiroyuki，1980年9月12日—），日本作曲家、编曲家，出生于東京都。代表配乐作品有電視劇《醫龍》系列、動畫《機動戰士GUNDAM UC》、《罪惡王冠》、《進擊的巨人》、《KILL la KILL》、《青之驅魔師》、《終結的熾天使》、《七大罪》等。

## 来历
泽野弘之从小学开始學習鋼琴，当听到恰克與飛鳥乐队的飛鳥涼的作品时，让泽野萌生了从事音乐方面工作的想法。初中时，泽野喜欢上了已经解散的TM NETWORK的小室哲哉的歌曲。小学六年级开始学习钢琴，初中在乐队里担任键盘手，17岁时，师从坪井伸親学习作曲和交响编曲。
配乐作品涵盖电视剧、动画、电影的作曲和编曲，开始受到关注是为電視劇《醫龍-Team_Medical_Dragon-》配乐，同时也为艺人提供乐曲。
2014年，成立注重人声的作品企划SawanoHiroyuki[nZk]。
2015年5月、获2014年度JASRAC賞銀賞。
2017年7月2日、与Legendoor的合约结束。7月3日、移籍至现在的事务所VV-ALKLINE。

## 音乐风格
泽野弘之的音乐风格受影响于久石让、坂本龙一、菅野洋子、漢斯·季默和丹尼·葉夫曼。
泽野弘之的曲名经常混杂数字、符号、和各种语言的字母和字符，令人难以理解，被网友戏称是“脸滚键盘”的产物。（例：car5p3 PENELOPE，出自機動戰士高達 閃光的哈薩維)

## 主要作品

### 个人专辑
- Musica（2009年）
- UnChild（2014年）（SawanoHiroyuki[nZk]:Aimer名義）
- o1（2015年）（nZk名義）
- 澤野弘之 BEST OF VOCAL WORKS[nZk]（2015年）（澤野弘之名義）
- 2V-ALK（2017年）（nZk名義）
- R∃/MEMBER（2019年）（nZk名義）
- 澤野弘之 BEST OF VOCAL WORKS [nZk] 2（2020年）（澤野弘之名義）
- iv（nZk名義）
- Scene (2021年) (澤野弘之名義)

### 樂曲提供・編曲
- 朴正炫
- 陳敏
- 鈴村健一
- 大無限樂團
- 工藤慎太郎
- 刘亦菲
- 関山藍果
- 茅原实里
- 小林未郁
- Aimer
- 關山藍果
- Cyua
- mpi
- Eve
- Ado
- SennaRin

### 电影
- キャッチ ア ウェーブ（2006年）
- 自虐之詩（2007年）
- 彼岸島（2010年）
- 战国BASARA The Last Party（2010年）
- 白金數據（2013年）
- 東離劍遊紀 生死一劍（2017年）
- 機動戰士GUNDAM NT（2018年）
- 劇場版 七大罪 囚禁天空之人（2018年）
- 普羅米亞（2019年）
- 寶可夢：皮卡丘與可可的冒險（2020年）※僅擔任主題曲作曲
- 機動戰士高達 閃光的哈薩維（2021年）
- 泡泡（2022年）
- 航海王劇場版：紅髮歌姬 （2022年）※仅担任剧中歌作曲

### 电视剧
- 護士小葵（2006年，富士電視台） ※共同
- 太陽之歌（2006年，TBS電視台）
- 東京鐵塔：我的母親父親（2007年，富士電視台） ※共同
- 孤独の賭け〜愛しき人よ〜（2007年，TBS電視台）
- 貧窮男子（2008年，日本電視台）
- 81diver（2008年，富士電視台）
- 魔王（2008年，TBS電視台）
- プリズナー（2008年，WOWOW）
- 三角效應（2009年，關西電視台） ※共同
- My Girl（2009年，朝日電視台） ※共同
- 率直男人（2010年，關西電視台）※共同
- 医龍-Team Medical Dragon-（2006年，富士電視台） ※共同
- 医龍-Team Medical Dragon-2（2007年，富士電視台） ※共同
- 医龍-Team Medical Dragon-3（2010年，富士電視台） ※共同
- BOSS（2009年，富士電視台） ※共同
- BOSS 第二季（2011年，富士電視台）※共同
- マークスの山（2010年，WOWOW）
- MARUMO的規定（2011年，富士電視台）※共同
- 陽光照耀之地（2013年，NHK）
- LADY JOKER（2013年，WOWOW）※共同
- 医龍-Team Medical Dragon-4（2014年，富士電視台） ※共同
- 小希（2015年，NHK）
- CRISIS 公安機動搜查隊特搜班（2017年，關西電視台） ※共同

### 电视节目
- TheサンデーNEXT（2008年10月5日-2011年3月27日、日本テレビ） - BGM、オープニングテーマ曲
- NHKスペシャル ミラクルボディー（2008年3月9日-5月4日、NHK）
- サンデースポーツ（2009年4月-、NHK） - オープニング・エンディングテーマ曲

### 特攝
- 假面騎士ZEZTZ（2025年）-主題曲

### 动画
- Soul Link（2006年）
- 夜明前的琉璃色 Crescent Love（2006年）
- Project BLUE 地球SOS（2006年） ※僅擔任宣傳動畫的音樂
- 機神大戰（2007年）
- 殭屍借貸（2007年）
- 戰国BASARA（2009年）
- 戦国BASARA 貳（2010年）
- 機動战士GUNDAM UC（2010年-2014年）
- 青之驅魔師（2011年）
- 罪惡王冠（2011年）
- 青之驅魔師 ―劇場版―（2012年）
- 進擊的巨人（2013年）
- KILL la KILL（2013年）
- ALDNOAH.ZERO（2014年 - 2015年）
- 七大罪（2014年 - 2015年）※一月起共同
- 終結的熾天使（2015年）※共同，兼任音樂製作人
- 甲鐵城的卡巴內里（2016年）
- Thunderbolt Fantasy 東離劍遊紀（2016年）
- 青之驅魔師 京都不淨王篇（2017年）※共同
- 進擊的巨人 第二季（2017年）
- Re:CREATORS（2017年）
- 十二大戰 （2017年）※仅担任片尾歌作曲
- 七大罪 戒律的復活（2018年）※共同
- 銀河英雄傳說 Die Neue These 邂逅（2018年）※仅担任主题歌作曲
- 機動戰士鋼彈NT（2018年）
- 進擊的巨人 第三季（2018年/2019年）
- 銀河英雄傳說 Die Neue These 星亂（2019年）※仅担任主题歌作曲
- PROMARE（2019年）
- 王者天下 第三季（2020年）※共同
- 非槍人生NO GUNS LIFE 第二季 （2020年）※仅担任主题歌作曲
- 进击的巨人 The Final Season（2020年/2021年）※共同
- 机动战士GUNDAM 闪光的哈萨维（2021年）[2]
- 86－不存在的战区－（2021年）※共同
- 銀河英雄傳奇 Die Neue These 衝突（2022年）※仅担任主题歌作曲
- 境界戰機 第二部（2022年）※仅担任主题歌作曲
- 群青的開幕曲（2022年）
- 龍族（2022年）※仅担任主题歌作曲
- BLEACH 千年血戰篇（2022年）※仅担任主题歌作曲
- 大雪海的凱納（2023年）※共同
- Fate/strange Fake -Whispers of Dawn-（2023年）
- 我們的雨色協議 （2023年）※僅擔任片頭曲作曲
- 七大罪 啓示錄四騎士（2023年）※仅担任主题歌作曲
- 我獨自升級（2024年）
- 青之驅魔師 島根啟明結社篇（2024年）※共同

### 游戏
- 异度神剑X（2015年）※擔當遊戲中所有55首的配樂
- 英雄聯盟 （2019年）※星光戰士主題配樂
- 機動戰隊  (2017年) ※部分遊戲配樂
- 雷索纳斯  (2024年) ※部分遊戲配樂